# 合众联邦军
合众联邦军（缩写：FUA）是缅甸的一个由少数民族反政府武装组成的军事联盟。该军事联盟由全国民族联合联邦委员会设立。

## 成员组织

### 已停火成员组织
- 钦民族阵线（英语：Chin National Front）（于2015年11月暂时停火）[3]
- 克伦民族联盟（于2014年9月放弃武装抵抗）[4]
- 克伦尼军
- 新孟邦党
- 勃欧民族组织
- 北掸邦军

### 未停火成员组织
- 若开民族军
- 克钦独立军
- 拉祜民主联盟
- 德昂民族解放军
- 佤民族组织（英语：Wa National Organisation）